# Hip Hop-ul românesc
Hip hop-ul a apărut pentru prima oară în România în 1983, o data cu break dance-ul. Cu toate astea, acesta s-a dezvoltat în anii 90, atunci când melodiile rapperilor americani au ajuns în Europa. Majoritatea artiștilor de hip-hop provin din București, iar majoritatea trapperilor provin din Craiova, pe lângă București. În prezent, genul crește în popularitate în Europa.

## Sumar
Revoluția din 1989 a fost factorul principal al apariției hip hop-ului în România. Liberalizarea a făcut importul de casete și discuri ale rapperilor americani mult mai ușor. Tinerii au început să asculte din ce în ce mai mult hip hop. Iar de la ascultare la creare e doar un mic pas.
Prima formație de hip hop ce a apărut în România a fost Vorbire Directă, în anul 1992, iar prima lor melodie a fost lansată în anul 1993, la UniPlus Radio. Primul album în schimb a fost lansat în anul 1995 de R.A.C.L.A., acesta numindu-se Rap-Sodia efectului defectului. Alte grupuri ca Paraziții, B.U.G. Mafia, M&G, Renegatii, Da Hood Justice, Delikt, Dublu Sens, Morometzii au început să apară între anii 1993 și 1995. Tot in 1995, rapperul brașovean Cassanova lansează albumul Porno, primul album rap solo românesc. În 1998, în Slobozia a apărut formația Verdikt. Tot în acel an, formația Panterele Negre, formată din Francis “Rebelu” Okotibi și Pafelson Grez, a lansat albumul “Sex și Violență”, fiind primii rapperi români de culoare care lansează un album. Unele dintre aceste grupuri încă mai sunt active. Subiectele principale erau politica, crima și viața grea. Primul concert de hip hop a avut loc pe 14 mai 1993 la Sala Polivalentă, care a avut invitați din Franța (Alliance Ethnik, Sléo, Démocrates D and Ragga Sonic).
Conflictele east-west coast din America au fost importate și în România, când a apărut Cartelul, format din B.U.G. Mafia, La Familia, Il-Egal, Dana Marijuana, Don Baxter, M&G, și RANS (Răcnetul Agoniei Naționale - Sindicat), ce reprezenta coasta de vest, iar grupuri ca R.A.C.L.A., Paraziții, Da Hood Justice, Ghetto Dacii, Delikt reprezentau coasta de est. Conflictele au fost de scurtă durată și la sfârșitul anilor 90 era pace între rapperii români. 
Cele mai importante melodii lansate în această perioadă au fost Pantelimonu’ Petrece și Hoteluri de BUG Mafia în anul 1996, "A vorbi e ușor" de la Paraziții în 1997, "Cei care te calcă pe cap" și "Gara de Nord" de la R.A.C.L.A în 1997-1998. 
În 1998 și 1999, calitatea sonoră a muzicii rap s-a îmbunătățit datorita apariției studiourilor. Tot pe atunci, după mulți fani ai genului, acea perioadă a fost epoca de glorie a hip hop-ului românesc. 
La începutul noului mileniu, datorită internetului, au apărut mai mulți rapperi și mai multe căi de promovare ale propriilor materiale.    
Pe la sfârșitul anilor 2000 au apărut și alți artiști, cum ar fi Guess Who, Grasu XXL, Spike, Cabron, Maximilian, Tranda, dar și rapperi old-school cum ar fi Haarp Cord, El Nino, Jianu, Zale, Nimeni Altu', Vescan, Sergiu Sesu, Phunk B, The Watcher, Cedry2k, Dragonu AKA47 
Alți artiști cunoscuți ca DOC, Deliric, Nane, Arkanian și Alex Velea au lansat melodii trap. 
În 2012, muzica trap a fost introdusă în România de către Andrei Bozeanu (Boz). Boz, originar din Oltenița, înființează în același an casa de discuri ChoppaMusicGroup. Boz este cunoscut pentru colaborările sale cu artiștii trap din SUA, cum ar fi Future și Young Thug
În 2015, apare una din primele formații trap, Șatra BENZ. Inițial, acest grup a primit critici intense de la fanii hip-hop din cauza similitudinii percepute a stilului lor muzical cu manele, dar formația a atras încet un cult similar cu cel al BUG Mafia, Paraziții și CTC, mai ales după lansarea lor. al doilea album în 2017 și albumul de studio de debut al membrului grupului Killa Fonic în același an. Succesul masiv al Șatrei B.E.N.Z. a dus la apariția multor alți trap precum Shift, Golani, Lino Golden, Amuly, Oscar, Azteca și Ian. Câțiva rapperi și cântăreți cunoscuți din anii anteriori, precum DOC, Deliric (ambii ai C.T.C.), Nane și Alex Velea au lansat piese trap. Începând cu 2020, cei mai populari rapperi români din subgenul trap sunt Nane, Ian, Azteca, Oscar, Amuly și Killa Fonic, care a părăsit Șatra B.E.N.Z. în 2019. Alți artiști populari de trap includ rapperii Marko Glass, Bvcovia, MOBTRAP, Kpone, Bruja, RAVA, Albert NBN și MGK666, precum și producătorii PRNY și DEM.
În 2021, trap-ul românesc cunoaște încă o dată un conflict major, odată cu dispariția Ocult Records. Astfel, acesta s-a împărțit în două formațiuni majore: Seek Music, reprezentat de artiști ai casei de discuri cu același nume, precum Rava, Amuly, Azteca, Nane, ș.a.m.d. și New World Order reprezentat de artiștii casei de discuri, Ian, Floris, Aerozen, dar artiști din afara casei, precum Oscar și Petre Ștefan.
Un documentar despre hip hop-ul românesc urma să fie lansat în anul 2015, însă din motive necunoscute, proiectul a fost abandonat.